# رضا آذرشب
رضا آذرشب (زادهٔ ۲۴ مرداد ۱۳۸۴ در دهدشت) کشتی‌گیر فرنگی‌کار اهل ایران است.

## فعالیت کشتی[۴]

### نونهالان
آذرشب در انتخابی تیم ملی نونهالان ایران سال ۲۰۱۹ که در قزوین برگزار می‌شد، به عنوان نمایندهٔ کهگیلویه و بویراحمد شرکت کرد و به مقام اول دست یافت. او سپس در اردوی تیم نوجوانان شرکت کرد و برای حضور در مسابقات قهرمانی آسیا در این رده انتخاب شد.

### نوجوانان
رضا آذرشب در مسابقات قهرمانی نوجوانان جهان در ایتالیا در وزن ۷۷ کیلوگرم موفق به کسب مدال برنز شد. و همچین در مسابقات قهرمانی آسیا در وزن ۷۷ کیلوگرم موفق به کسب مدال نقره شد.